# Unstoppable (låt av Ola Svensson)
Unstoppable (The Return of Natalie) är en låt som framfördes av sångaren Ola Svensson i Melodifestivalen 2010 i den första deltävlingen i Örnsköldsvik. Där gick den direkt till finalen i Globen 13 mars. Ola Svensson skrev låten tillsammans med Dimitri Stassos, Alexander Kronlund och Hanif Sabzevar. I finalen slutade låten på sjunde plats med 47 poäng. Flest poäng fick den av den internationella juryn.
Den 2 april 2010 toppade singeln den svenska singellistan.

## Listplaceringar
| Lista (2010)         | Topplacering |
| -------------------- | ------------ |
| Svenska singellistan | 1            |